# Zabolottea, Volodîmîr-Volînskîi
Zabolottea (în ucraineană Заболоття) este un sat în comuna Stenjarîci din raionul Volodîmîr-Volînskîi, regiunea Volînia, Ucraina.

## Demografie
Componența lingvistică a localității Zabolottea
     Ucraineană (96,25%)
     Rusă (3,75%)
Conform recensământului din 2001, majoritatea populației localității Zabolottea era vorbitoare de ucraineană (96,25%), existând în minoritate și vorbitori de rusă (3,75%).